# Mesostenus xerobates
Mesostenus xerobates là một loài tò vò trong họ Ichneumonidae.